# Magnitizdat

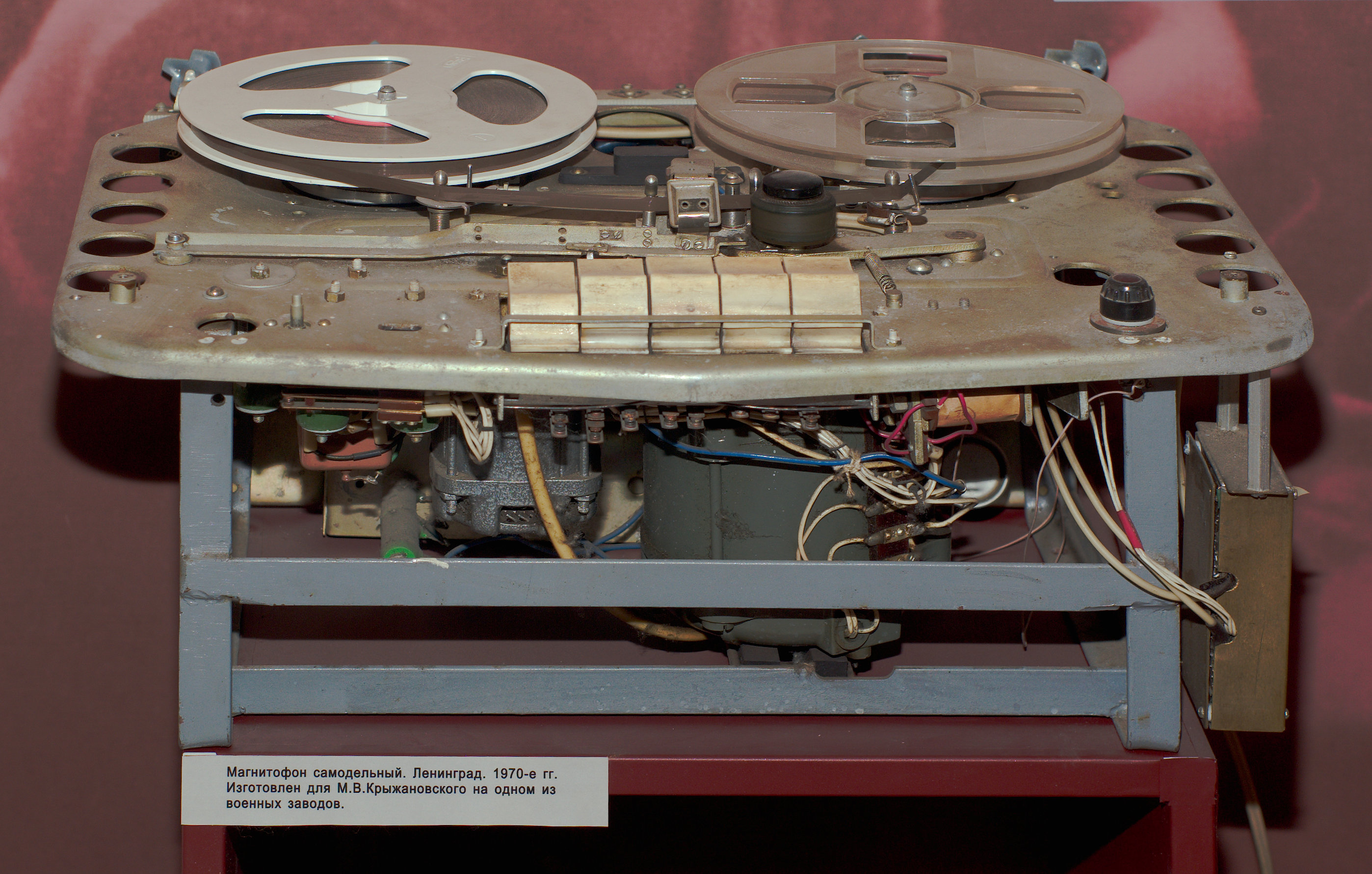
Registratore a nastro realizzato da Michail Viktorovič Kryžanovskij usando i componenti del Tembr MAG-59M.

Il magnitizdat (in russo Магнитиздат?) meno comunemente magizdat (in russo Магиздат?), è una tipologia di registrazione e distribuzione non ufficiale di registrazioni su nastro magnetico (bobine e cassette) diffusa in Unione Sovietica. Il formato magnitizdat consentiva ai musicisti sovietici e ai loro distributori indipendenti di aggirare il monopolio della casa discografica Melodija e di pubblicare a basso costo le proprie opere, che venivano poi copiate da nastro a nastro dai musicologi e dagli audiofili.

## Storia
Tra gli anni cinquanta e sessanta, l'URSS avviò la produzione di massa di registratori a bobina aperta per i consumatori, mentre nel mercato secondario venivano venduti apparecchi occidentali e giapponesi. La facilità di copiare le registrazioni su nastro magnetico permise una distribuzione quasi illimitata di opere non approvate dall'ideologia ufficiale: brani di cantautori e di gruppi rock semi-underground, musica popolare occidentale, discorsi non ufficiali di scrittori, conferenze sull'ufologia, trasmissioni radio di "voci nemiche", ecc. Col tempo, le bobine portarono all'uscita dal mercato nero dei rëbra, dischi a microsolco realizzati con lastre per radiografie. 
Le registrazioni dal vivo dei cantautori eseguite durante gli incontri informali furono le prime opere a essere distribuite come magnitizdat. Bulat Okudžava, Aleksandr Galič, Vladimir Vysockij e Julij Kim furono tra i bardi la cui musica veniva distribuita come magnitizdat. I loro testi trattavano temi politici e contenevano critiche a Stalin, ai campi di lavoro e alla vita sovietica contemporanea. 

Le registrazioni venivano copiate e ricopiate in privato e distribuite attraverso reti di amici e conoscenti in tutta l'Unione Sovietica. I nastri con le canzoni dei cantautori venivano anche portate in Occidente da turisti ed emigranti e poi trasmesse da Radio Liberty.

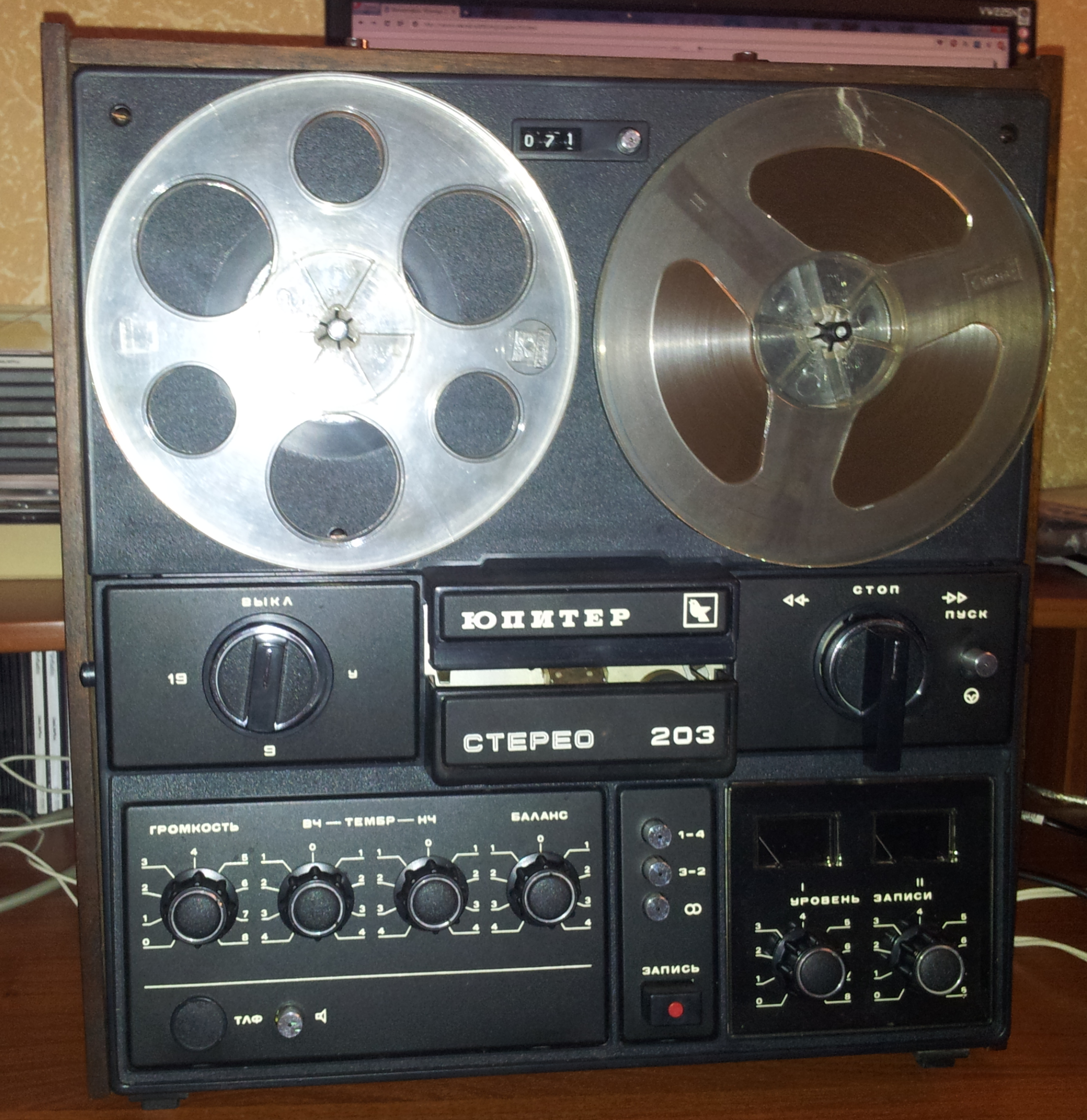
Registratore Jupiter 203 Stereo.

Inizialmente la registrazione veniva effettuata utilizzando registratori domestici con attrezzature basilari, senza le necessarie competenze tecniche né la partecipazione di specialisti, influendo negativamente sulla qualità del suono finale. Venivano registrati anche i concerti, comprese le esibizioni filarmoniche. Grazie al magnitizdat è stato possibile preservare l'opera rock del Vokal'no-instrumental'nyj ansambl' Pesnjary Pesn' o dole del 1976. Le esibizioni dei concerti venivano registrate con un microfono direzionale, oppure collegando il registratore direttamente alla console del tecnico del suono.
Ricorsero al magnitizdat non solo i gruppi e gli artisti semi-underground, ma anche quelli approvati dallo Stato che volevano aggirare la società Melodija e proporre musica che andasse oltre il repertorio approvato e accettato. Tra questi vi erano gli Avtograf, Dialog e Vesëlye rebjata.
Negli ambienti della musica rock, il magnitizdat fu inizialmente utilizzato per registrare le trasmissioni radiofoniche a onde corte e per copiare i vinili occidentali da rivendere al mercato nero. Le registrazioni di artisti occidentali come i Beatles, i Led Zeppelin, i Deep Purple e Donna Summer venivano distribuite in tutta l'Unione Sovietica come magnitizdaty.
Negli anni settanta, il magnitizdat divenne noto anche in occidente. Nel settembre 1970, il Time pubblicò l'articolo Soviet Union: Music of Dissent dove venne descritto il fenomeno:
Sebbene il magnitizdat non fosse ufficialmente vietato, le autorità erano contrarie a tale fenomeno e la dogana sovietica sequestrava i nastri ai turisti stranieri che li avevano comprati.
Dalla fine degli anni settanta, iniziarono a comparire registratori di qualità superiore ai precedenti e che consentivano di registrare a 19,05 cm/s, come i Rostov, Jupiter e Majak. Ciò portò a una maggiore diffusione del magnitizdat negli anni ottanta. La comparsa del registratore a nastro fisso ungherese STM e del registratore da studio sovietico MĖZ-62 permise di ottenere una vera registrazione stereofonica.

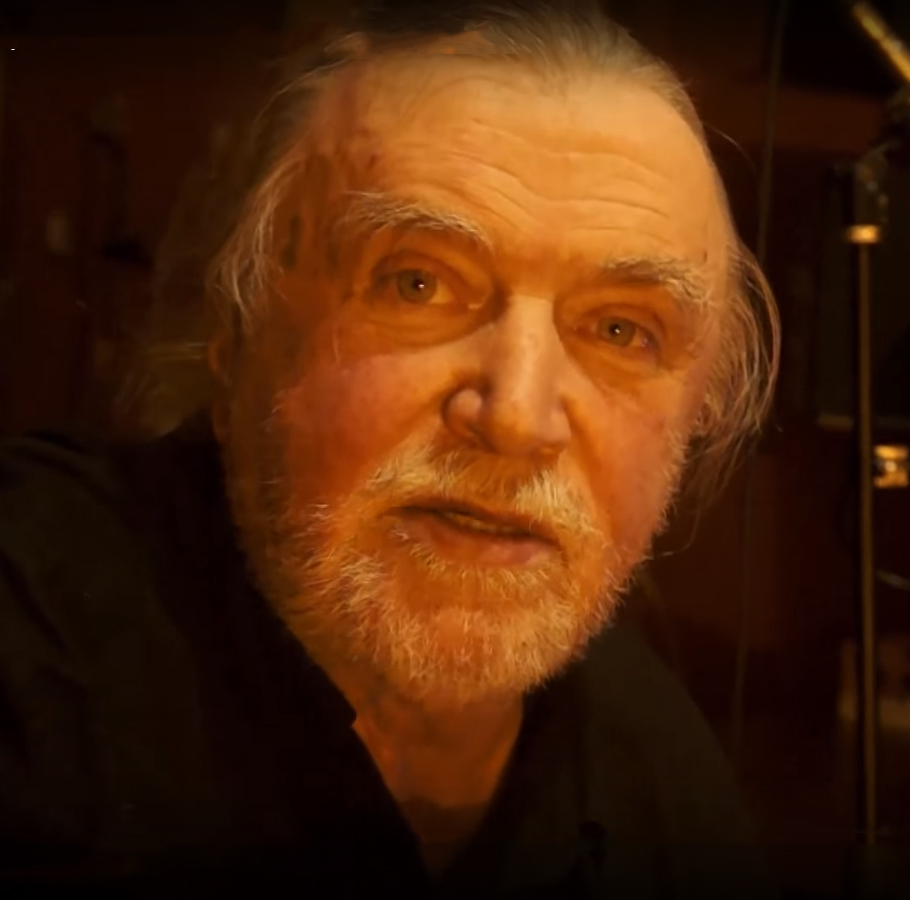
Andrej Tropillo.

Migliori opportunità tecniche erano fornite dall'uso di locali e attrezzature delle istituzioni statali, che permisero ai gruppi la registrazione di album in studio. Nel 1977, Aleksandr Kutikov dei Visokosnoe leto ottenne un lavoro a Mosca presso lo “studio didattico vocale” dell'Istituto statale di arte teatrale, dove registrò gli album del suo gruppo, dei Mašina vremeni e dei Voskresenie. Dopo che Kutikov lasciò lo studio dell'istituto teatrale, per circa 10 anni non ci furono studi professionali per registrare rock a Mosca. Pertanto, negli anni ottanta, i gruppi rock moscoviti registravano in appartamenti, laboratori artistici e case della cultura. Ad esempio, i Voskresenie registrarono il loro secondo album Voskresenie 2 nel rifugio antiaereo dell'Istituto statale di Mosca per le relazioni internazionali.
A Leningrado, il più famoso ingegnere del suono e produttore di magnitizdat è stato Andrej Tropillo. Nel 1977 organizzò uno studio nell'edificio del Dipartimento di Psicologia dell'Università Statale di Leningrado e nel 1979 tenne un corso di registrazione nella Casa dei Pionieri del Distretto Krasnogvardeyskij utilizzando apparecchiature dismesse da Melodija.
Negli anni ottanta si diffuse il fenomeno della registrazione, duplicazione e distribuzione di album magnetici di musica rock. Nella prima metà degli anni ottanta, Tropillo registrò nel suo studio non ufficiale AnTrop gli album di gruppi come Akvarium, Zoopark, Kino, Strannye igry, Alisa, Televizor e Nol'. Tropillo si allontanò dalle registrazioni dei concerti e rese popolare il concetto di magnitoal'bom (in russo магнитоальбом?), ovvero degli album pubblicati su nastro magnetico. Data la natura concettuale degli album magnetici, le loro copertine cominciarono ad avere elaborati artwork. Si ritiene che le prime copertine rock nell'ambito del magnitizdat siano state quelle create per gli album degli Akvarium.
A partire dal 1981-1982 circa, gli album magnetici iniziarono a essere replicati attivamente in gran parte dell'URSS da figure note come žučki o pisateli. Le autorità sovietiche iniziarono a contrastare il fenomeno e tra il 1983 e il 1985 fu condotta una campagna “anti-rock”, accompagnata da azioni legali, articoli ideologici sulla stampa, irruzioni della milizia nei luoghi di scambio di magnitizdaty (i cosiddetti tolpy) e creazione di liste di divieto. In seguito, l'offensiva contro la musica rock si è un po' indebolita, a causa del passaggio delle autorità alla lotta contro la produzione illegale di registrazioni video. L'ultima ondata di magnitizdaty fu associata all'emergere del movimento cooperativo nel Paese e alla diffusione di bancarelle che vendevano i nastri. Gli imprenditori si orientavano principalmente verso i gusti del pubblico di massa, il che portò gradualmente alla fine della cultura dei nastri rock.